# Max Klein (Physiker)
Max Klein (* 13. Mai 1951 in Berlin; † 23. August 2024) war ein deutscher Elementarteilchenphysiker und Hochschullehrer. Er war Professor an der Universität Liverpool, an der er den Lehrstuhl für Teilchenphysik (Chair of Particle Physics) innehatte.

## Werdegang
Klein studierte ab 1969 an der Humboldt-Universität Berlin und wurde 1977 am Institut für Hochenergiephysik der Akademie der Wissenschaften der DDR in Zeuthen promoviert, zum Thema „Resonanzen als Korrelationsursache in hochenergetischen Vielteilchenreaktionen“. Von 1973 bis 1991 forschte er am Institut für Hochenergiephysik in Zeuthen, wobei er ab 1977 am Vereinigten Institut für Kernforschung in Dubna experimentierte und ab den 1980er Jahren am DESY und am CERN (dort war er erstmals 1979/80).
Über diese Jahre berichtet er 2009 in einem Nature-Artikel. Einige biografische Mitteilungen findet man in der Autobiografie seines Vaters, des Historikers Fritz Klein.
Von 1992 bis 2006 war Klein am DESY tätig. Dort war er ab 1985 Mitglied der H1-Kollaboration am HERA-Speicherring, die er 2002 bis 2006 leitete. Ab 2006 war er Professor in Liverpool.
Er war Mitglied der ATLAS-Kollaboration am CERN.
Er untersuchte mit tiefinelastischer Elektron-Streuung (allgemein Lepton-Nukleon Streuung) den inneren Aufbau von Protonen. Bei solchen Experimenten am DESY, an denen er beteiligt war, wurde in den 1990er Jahren ein überraschend hoher Gluonanteil beobachtet. Derartige Versuche sind mit noch höherer Auflösung am in Planung befindlichen LHeC (Large Hadron Electron Collider) des LHC am CERN geplant, zu dessen Koordinationsgruppe Klein gehörte.
Für seinen Anteil bei der Bestimmung der Asymmetrie der Wechselwirkung polarisierter positiver und negativer Myonen durch die BCDMS-Kollaboration am CERN wurde Klein 1984 die Max-von-Laue-Medaille der Akademie der Wissenschaften der DDR verliehen.
2013 erhielt er den Max-Born-Preis für fundamentale experimentelle Beiträge zur Aufklärung der Struktur des Protons mittels tief inelastischer Streuung.
Max Klein starb am 23. August 2024 im Alter von 73 Jahren.